# Atte Laitila
August Atte Laitila, född 13 december 1893 i Leppävirta, död 9 mars 1972 i Helsingfors, var en finländsk målare.
Laitila besökte 1915–1918 Finska Konstföreningens ritskola och studerade därefter i Dresden 1919–1920, vid Académie André Lhote i Paris 1923 och 1927–1929 och vid Academia Espanola de Bellas Artes i Rom 1924–1925. Han ställde ut första gången 1916.
Laitila målade främst figurbilder och -kompositioner med en dekorativ helhetston; den kubistiskt stiliserade formen kompletteras på franskt sätt av en smakfull färgbehandling. Han prisbelönades även i monumentalmåleritävlingar. År 1949 erhöll han Pro Finlandia-medaljen och 1961 beviljades han statens konstnärspension.
Finlands Nationalgalleri har i sina samlingar ett antal av Laitilas verk.